# Versión extendida
Una versión extendida (en inglés, extended version), rara vez edición extendida (extended edition) o montaje extendido (extended cut), y en cambio frecuentemente edición especial (special edition) es el nombre de una versión publicada de una película en DVD, Blu-Ray o formato digital, que incluye el montaje original exhibido en las salas de cine y escenas adicionales. 

## Generalidades
La idea de confeccionar una versión ampliada de las películas suele tener por objeto principal impulsar las ventas del DVD. En ocasiones la motivación es la recuperación de una versión íntegra o «sin censura» de películas cortadas por motivos políticos o sociales, o simplemente por tener una duración excesiva para ser exhibidas en el circuito comercial. En casos individuales (como por ejemplo, Star Wars, publicitada como «refundición» o «nueva versión») también su relanzamiento para ser proyectada de nuevo en las salas de cine años después del estreno original. Las versiones extendidas raramente se emiten por televisión.
El metraje utilizado en la creación de una versión extendida suele haber sido rodado de forma simultánea al resto, como parte del metraje ordinario y posteriormente descartado, o específicamente para la creación de la versión extendida. En casos como el de Star Wars se crean a posteriori escenas adicionales o regrabadas, mediante técnicas convencionales o el uso de computadoras. 
Como ejemplos de películas muy conocidas de las que se ha montado una versión extendida para el mercado del vídeo doméstico se pueden enumerar las ya mencionadas de E.T., el extraterrestre, la trilogía cinematográfica de El Señor de los Anillos, Big o Alien: resurrección. De las películas de Harry Potter se ha montado una versión denominada Ultimate Edition en disco blu-ray, que también es en realidad una versión extendida.

## Distinción de términos similares
Las Amphibienfilms (lit. ‘películas anfibias’) alemanas son producciones que se conciben desde su origen para ser montadas en dos formatos diferentes, uno de largometraje para su exhibición en salas de cine y otro de mayor duración total pero dividido en episodios para su emisión por televisión como miniserie, con la intención de compartir los costes de producción entre ambos medios. A diferencia de las películas para las que se monta una versión extendida, en la producción de una Amphibienfilm ya el rodaje está específicamente programado para producir las dos versiones de la historia. En las películas con versión extendida esto no es así: sólo si la película tiene el suficiente éxito de taquilla y se calcula que la comercialización del DVD extendido será rentable se monta una versión adecuada con el metraje existente. Como es lógico, algunas películas despiertan tantas expectativas ya desde antes de su producción (como las secuelas de anteriores filmes de éxito) que se rueda durante la producción metraje específico para la «segunda ventana comercial» del mercado en DVD, empleado en forma de versión extendida.
Otro término similar que no se debe confundir con una versión extendida es la denominada «versión del director». Estas son un nuevo montaje de la película, diferente al comercial previamente exhibido pero no necesariamente más largo, y frecuentemente con desenlace propio, creado por el director del filme, que lo declara como su montaje propio y favorito, sin condicionantes externos de producción o comercialización. Una versión extendida se crea, bajo ciertas circunstancias, sin la asistencia del director y a veces incluso en contra de su voluntad. Sin embargo, hay excepciones a esta regla: por ejemplo, la versión del director de la película Rambo puede ser designada como tal debido a que es la versión favorita del director Sylvester Stallone; sin embargo, la publicación oficial en el mercado de los Estados Unidos se llevó a cabo bajo el título Rambo, Extended Cut.

## Otros usos de la expresión
Aunque se trata de una noción fundamentalmente cinematográfica, en raras ocasiones se aplica a otros medios de comunicación, sobre todo en el mundo de la música (por ejemplo, el primer álbum en solitario de Freddie Mercury, Mr. Bad Guy), pero incluso en el del software (por ejemplo, una versión de Adobe Photoshop).